# Carlos Domínguez Domínguez
Carlos Domínguez Domínguez, conocido futbolísticamente como Carlitos (Mairena del Aljarafe, provincia de Sevilla, 18 de septiembre de 1976), es un exfutbolista español. Jugaba de delantero.

## Trayectoria
- Categorías inferiores del Sevilla FC
- 1995-96 Sevilla FC
- 1996-97 Real Mallorca
- 1996-98 Sevilla FC
- 1998-03 Real Mallorca
- 2003-05 Sevilla FC
- 2005-06 Hércules CF

## Palmarés
| Título       | Club          | País   | Año  |
| ------------ | ------------- | ------ | ---- |
| Copa del Rey | Real Mallorca | España | 2003 |

| Título    | Club          | País   | Año  |
| --------- | ------------- | ------ | ---- |
| Supercopa | Real Mallorca | España | 1999 |

- Datos: Q5041999